# Bernhard Franke (Maler)
Bernhard Franke (* 14. April 1922 in Bitterfeld; † 30. Januar 2004 in Gyhum) war ein deutscher Maler und Grafiker.

## Leben und Werk
Franke machte von 1937 bis 1940 eine Ausbildung zum Fotografen und besuchte in dieser Zeit Abendkurse der Kunstgewerbe- und Handwerkerschule Magdeburg. Danach arbeitete er als Fotograf, ehe er 1941 zum Wehrdienst einberufen wurde. Nach der Rückkehr aus der Kriegsgefangenschaft studierte er von 1948 bis 1950 bei Carl Crodel und Ulrich Knispel an der Fachschule für Angewandte Kunst Burg Giebichenstein in Halle (Saale). Ab 1952 war er als Maler und Grafiker freischaffend in Bitterfeld tätig. Nach den kulturpolitischen Vorgaben der DDR schloss er einen als „Freundschaftsvertrag“ deklarierten Werkvertrag mit der Filmfabrik Wolfen. In dessen Rahmen schuf er eine Anzahl von großformatigen Werken und wirkte als künstlerischer Leiter von „Zirkeln für bildnerisches Volksschaffen“. Diese galten als „eine Keimzelle der Volkskunstbewegung“.
Im Jahre 1966 zog Franke nach Wolfen, 1976 nach Jeßnitz, 1992 nach Augustfehn in der Gemeinde Apen in Niedersachsen.
Er war bis 1990 Mitglied im Verband Bildender Künstler der DDR. Er gehörte zu den in der DDR von der offiziellen Kulturpolitik wegen seiner Werke und seiner volkskünstlerischen Aktivitäten besonders geschätzten Malern und war auf vielen zentralen und wichtigen regionalen Ausstellungen vertreten, u. a. 1958/1959, 1962/1963 und 1972/1973 auf der Vierten und Fünften Deutschen Kunstausstellung und der VII. Kunstausstellung der DDR in Dresden
Im Jahre 2012 überließ seine Witwe 717 Bilder Frankes der Stadt Bitterfeld. 2015 gründete sich dort ein Förderverein, der sich um den Nachlass kümmern will.

## Ehrungen
- 1959: Staatspreis für künstlerisches Volksschaffen
- 1959: Verdienstmedaille der DDR
- 1963: Händelpreis des Bezirkes Halle
- 1969: Kunstpreis des FDGB
- 1970: Nationalpreis der DDR
- 1970: Ehrenpreis der Gesellschaft für Deutsch-Sowjetische Freundschaft
- 1987: Vaterländischer Verdienstorden in Gold

## Museen und öffentliche Sammlungen mit Werken Frankes (unvollständig)
- Beeskow: Kunstarchiv Beeskow[2]

- Berlin: Neue Nationalgalerie[3]
- Bitterfeld: Kreismuseum[4]
- Sangerhausen: Mansfeld-Galerie[5]

## Weitere Werkbeispiele

### Tafelbilder
- Blick durchs Fenster (Öl;  auf der Fünften Deutschen Kunstausstellung)[6]
- Junge Intelligenz in der Chemie (1968/1969, Öl, 133 × 97 cm)[7]
- Moskauer Kinder (1969, Öl)[8]
- Bakuer Erdölarbeiter (1970, Öl; auf der VII. Kunstausstellung der DDR)[9]
- Bildnerisches Volksschaffen (Öl; auf der VII. Kunstausstellung der DDR)[10][11]
- Aluwerker (1980, Öl, 124 × 90 cm)[12]

### Zeichnungen und Grafik
- Kollege Dötsch (vor 1955, Kohlezeichnung)[13]

- Rostock I – Bau der Mole für den Überseehafen (Monotypie, 33 × 58 cm; auf der Vierten Deutschen Kunstausstellung)[14]
- Rostock II – Werft in Warnemünde (Monotypie, 33 × 58 cm; auf der Vierten Deutschen Kunstausstellung)

## Publizierte Essays Frankes (unvollständig)
- Mein Bitterfelder Zirkel. In: Bildende Kunst. Berlin 1969, S. 528–530.
- Nachdenken über künstlerische Verantwortung. In: Bildende Kunst. Berlin 1982, S. 61–63.

## Einzelausstellungen (mutmaßlich unvollständig)
- 1982: Bitterfeld, Kulturpalast „Wilhelm Pieck“
- 1983: Bitterfeld, Kreismuseum
- 1984: Dessau
- 1992: Witten-Herdecke

### Postum
- 2017: Bitterfeld, Galerie am Ratswall[15]
- 2018: Jesenitz, Ratssaal des Rathauses („Jesenitzer Landschaften“)[16]